# Lockport (Louisiana)
Lockport és una població dels Estats Units a l'estat de Louisiana. Segons el cens del 2000 tenia 2.624 habitants.

## Demografia
Segons el cens del 2000, Lockport tenia 2.624 habitants, 1.009 habitatges, i 724 famílies. La densitat de població era de 1.634,1 habitants/km².
Dels 1.009 habitatges en un 34,5% hi vivien nens de menys de 18 anys, en un 56,3% hi vivien parelles casades, en un 10,4% dones solteres, i en un 28,2% no eren unitats familiars. En el 24,1% dels habitatges hi vivien persones soles el 12,9% de les quals corresponia a persones de 65 anys o més que vivien soles. El nombre mitjà de persones vivint en cada habitatge era de 2,59 i el nombre mitjà de persones que vivien en cada família era de 3,06.
Per edats la població es repartia de la següent manera: un 25,8% tenia menys de 18 anys, un 9,5% entre 18 i 24, un 30% entre 25 i 44, un 20,7% de 45 a 60 i un 13,9% 65 anys o més.
L'edat mediana era de 36 anys. Per cada 100 dones de 18 o més anys hi havia 85,5 homes.
La renda mediana per habitatge era de 34.688 $ i la renda mediana per família de 40.288 $. Els homes tenien una renda mediana de 37.151 $ mentre que les dones 19.474 $. La renda per capita de la població era de 15.769 $. Entorn del 15,3% de les famílies i el 19,7% de la població estaven per davall del llindar de pobresa.

## Poblacions properes
El següent diagrama mostra les poblacions més properes.